# ديف سيمونز (لاعب كرة قدم أمريكية)
ديف سيمونز (بالإنجليزية: Dave Simmons)‏ هو لاعب كرة قدم أمريكية أمريكي، ولد في 19 يناير 1957 في غولدزبورو في الولايات المتحدة.

## وصلات خارجية
- ديف سيمونز على موقع مرجع كرة القدم المحترفة.كوم (الإنجليزية)